# 벤 보바
벤저민 윌리엄 보바(Benjamin William Bova, 1932년 11월 8일 ~ 2020년 11월 29일)는 미국의 작가이다. 120권이 넘는 과학책과 과학 소설을 썼다. 〈아날로그 사이언스 팩트 & 픽션〉 편집자로서 휴고상을 여섯 차례 받았다. 미국 SF 작가 협회 회장을 맡았다.
코로나19 범유행중인 2020년 코로나19에 의한 폐렴과 뇌졸중으로 사망하였다.